# Sangyuanzhen (ort i Kina, Shaanxi, lat 33,05, long 107,63)
Sangyuanzhen är en ort i Kina. Den ligger i provinsen Shaanxi, i den nordvästra delen av landet, omkring 180 kilometer sydväst om provinshuvudstaden Xi'an. Antalet invånare är 9 605. Befolkningen består av 4 748 kvinnor och 4 857 män. Barn under 15 år utgör 16,0 %, vuxna 15-64 år 72 %, och äldre över 65 år 11,0 %.
Runt Sangyuanzhen är det ganska tätbefolkat, med 96 invånare per kvadratkilometer. Närmaste större samhälle är Xixiang, 14,4 km sydost om Sangyuanzhen. I omgivningarna runt Sangyuanzhen växer i huvudsak blandskog.
Genomsnittlig årsnederbörd är 1 257 millimeter. Den regnigaste månaden är juli, med i genomsnitt 274 mm nederbörd, och den torraste är december, med 3 mm nederbörd.